# Copa Adecco
La Copa Adecco, también conocida como la Copa Adecco Ex Yugoslavia, es una competición internacional de baloncesto de carácter amistoso. El torneo es sponsoreado por Adecco y se juega bajo las reglas de FIBA.

## Historia
| Año  | Sede      | Estadio         | Ganador   | Segundo              |
| ---- | --------- | --------------- | --------- | -------------------- |
| 2009 | Eslovenia | Tabor Hall      | Eslovenia | Grecia               |
| 2010 | Eslovenia | Tabor Hall      | Serbia    | Eslovenia            |
| 2011 | Eslovenia | Arena Stožice   | Serbia    | Croacia              |
| 2012 | Eslovenia | Arena Stožice   | Serbia    | Bosnia y Herzegovina |
| 2013 | Eslovenia | Arena Bonifika  | Eslovenia | Italia               |
| 2014 | Eslovenia | Multiples sedes | Eslovenia | Canadá               |
| 2015 | Eslovenia | Arena Bonifika  | Eslovenia | Ucrania              |
| 2016 | Eslovenia | Zlatorog Arena  | Eslovenia | Bélgica              |
| 2017 | Eslovenia | Tabor Hall      | Eslovenia | República Checa      |

## Detalles de participación
| Equipo               | 2009 | 2010 | 2011 | 2012 | 2013 | 2014 | 2015 | 2016 | 2017 |
| -------------------- | ---- | ---- | ---- | ---- | ---- | ---- | ---- | ---- | ---- |
| Bulgaria             | 3.º  | —    | —    | —    | —    | —    | —    | —    | —    |
| Bélgica              | —    | —    | —    | —    | —    | —    | —    | 2.º  | —    |
| Bosnia y Herzegovina | —    | —    | 4.º  | 2.º  | —    | —    | —    | 3.º  | —    |
| Canadá               | —    | —    | —    | —    | —    | 2.º  | —    | —    | —    |
| Croacia              | —    | —    | 2.º  | 4.º  | —    | —    | —    | —    | —    |
| República Checa      | —    | —    | —    | —    | —    | —    | —    | —    | 2.º  |
| Finlandia            | —    | —    | —    | —    | —    | —    | 4.º  | —    | —    |
| Georgia              | —    | —    | —    | —    | —    | 3.º  | —    | —    | —    |
| Grecia               | 2.º  | —    | —    | —    | —    | —    | —    | —    | —    |
| Hungría              | —    | —    | —    | —    | —    | —    | —    | —    | 3.º  |
| Italia               | —    | —    | —    | —    | 2.º  | —    | 3.º  | —    | —    |
| Macedonia del Norte  | —    | —    | 6.º  | —    | —    | —    | —    | —    | —    |
| Montenegro           | —    | —    | 5.º  | —    | 3.º  | —    | —    | —    | —    |
| Nueva Zelanda        | —    | 4.º  | —    | —    | —    | —    | —    | —    | —    |
| Portugal             | —    | —    | —    | —    | —    | —    | —    | 4.º  | —    |
| Rusia                | —    | 3.º  | —    | —    | —    | —    | —    | —    | —    |
| Serbia               | —    | 1.º  | 1.º  | 1.º  | —    | —    | —    | —    | —    |
| Eslovenia            | 1.º  | 2.º  | 3.º  | 3.º  | 1.º  | 1.º  | 1.º  | 1.º  | 1.º  |
| Ucrania              | —    | —    | —    | —    | —    | 4.º  | 2.º  | —    | —    |